# Robert Schumann
Robert Schumann (Zwickau, 1810. június 8. – Endenich (Bonn mellett), 1856. július 29.) német zeneszerző.

## Értékelése
A romantikus zene egyik legkiemelkedőbb és legnépszerűbb alakja, és az egyik legnagyobb tiszteletnek örvendő zenekritikus volt.
Zongoraművek, szimfóniák, dalok alkotója.
Művészi útjának tragédiája abban áll, hogy életművének legkevésbé tervezett 10–12 éve zseniálisan sikerült és halhatatlan lett, viszont érett férfikorának megalapozott, megtervezett, tudatos törekvése az új ideák, a drámai zene felé mindig csak törekvés maradt, és remekművekben nem teljesedett ki.

## Életpályája
Schumann Zwickauban született, családja ötödik, utolsó gyermekeként. Apja könyvkereskedő és könyvkiadó volt, Schumann emiatt fiatalkorában jelentős irodalmi műveltségre tett szert. Sokat olvasott, barátainak felolvasásokat tartott, verseket, színdarabokat is írt. Az irodalmon kívül sok más is érdekelte: filológia, zene, heraldika, nyelvek (latin, görög, francia, angol).
Első zene- és zongoraóráit Zwickauban kapta Gottfried Kuntsch városi orgonistától. Zenei tehetsége mindinkább előre tört, saját művét (150. zsoltár) vezényelte az iskolai zenekar élén. Megismerte Mozart, Rossini és mások operáit, Schubert darabjait.
1826-ban apja meghalt, két év múlva anyja hatására joghallgató lett Lipcsében. Egyetemi órákra nem nagyon járt, inkább zenét írt és koncertekre járt. Zongorázni tanult Friedrich Wiecknél, akinek lányával, Clarával kialakuló románca – évekkel később – házasságra vezetett. 1829-ben Heidelbergben folytatta tanulmányait, de inkább csak komponált. Paganini hatására elhatározta, hogy zongoravirtuóz lesz, ezért megsokszorozta a gyakorlást. Ez – és állítólag egy ujjnyújtó szerkezet – azonban tönkretette a kezét: jobb kezének középső ujja megbénult. Ezután már „csak” komponista lehetett. Depresszióba esett, ami ezután időről időre visszatért nála élete során. Zeneelmélet órákat vett, Bachot és más zeneszerzőket tanulmányozott.

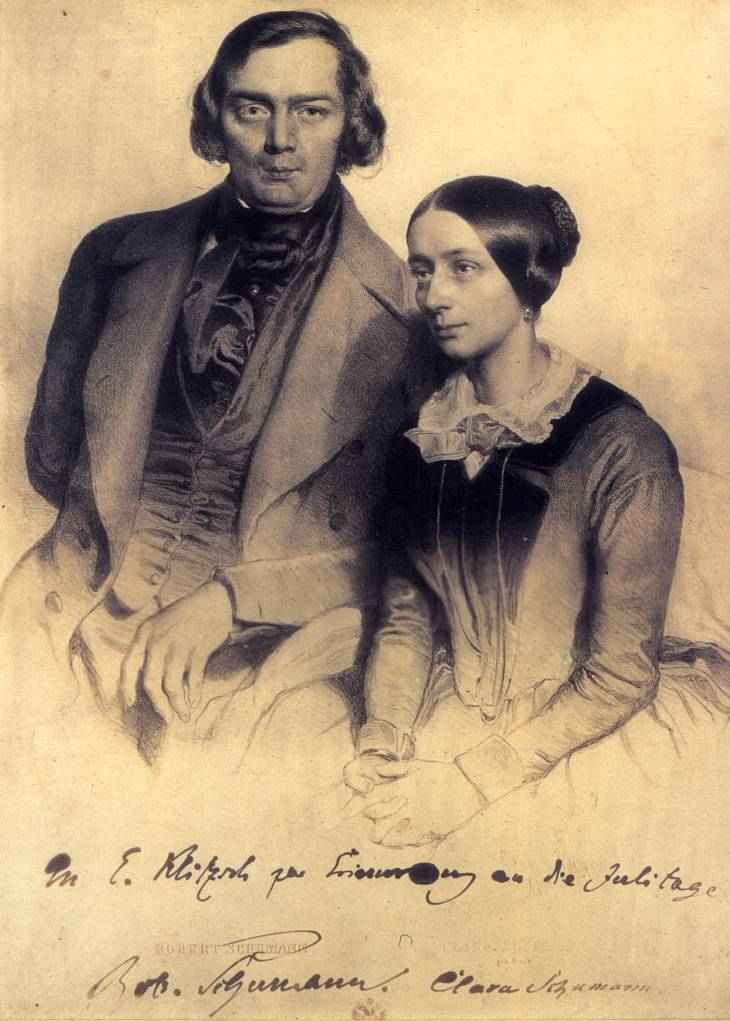
Robert és Clara Schumann

A zeneszerzés mellett zeneírói munkálkodását is elkezdte: 1834-ben zenei újságot alapított (Neue Zeitschrift für Musik) és szerkesztett. Megismerkedett Mendelssohnnal és Chopinnel. Írásaiban nagyra tartja Berliozt, a fiatal Brahmsot, Wagnert, Lisztet.
1835-ben eljegyezte Clara Wiecket, de a lány apja megtiltotta a házasságot. Több évi bonyodalmak, pereskedés után végül 1840-ben keltek egybe. Clara a kor egyik legelismertebb zongoraművésze volt, ugyanakkor megértő, áldozatkész feleség, remek művésztárs, aki férje elismertetéséért is sokat tett. Nyolc gyermekük született.
Schumann ezután már nemcsak zongoradarabokat írt, hanem dalokat, szimfonikus és kamarazenei műveket, oratóriumot és operát is. 1843-ban a lipcsei konzervatórium tanára lett, sikert aratott az Éden és a Péri című oratóriumával, és anyagi helyzete rendeződött. Zeneszerzői híre egyre terjedt, elismerték munkásságát. 1847-ben fesztivált rendeztek szülővárosában tiszteletére. Kibékült apósával, minden adott volt a boldog, gondtalan élethez. Hangulatváltozásai, búskomorsága, állandó fejfájásai miatt környezetváltozásról döntöttek: Drezdában telepedtek le (1844–1850). Az itt töltött idő életének egyik legeredményesebb alkotó periódusának számít, de mivel a megígért színházi karmesteri állást nem kapta meg, a düsseldorfi városi karmesteri megbízást fogadta el. Szimfónia, nyitány, kamarazenei művek kerültek ki keze alól. Külföldi pihenőutak és sikeres hangversenykörutak színesítették napjait, Lipcsében Schumann-heteket rendeztek tiszteletére. Betegsége egyre súlyosabbá vált, hallucinációk gyötörték. 1854-ben a jeges Rajnába vetette magát, kimentették, és – saját kérésére – a Bonn melletti Endenichbe került ideggyógyintézetbe. Két év elteltével itt érte a halál.

## Művei
Szimfóniák
- I. „Tavaszi” szimfónia (B-dúr, op. 38.) (1841)
- II. szimfónia (C-dúr, op. 61.) (1846)
- III. „Rajnai” szimfónia (Esz-dúr, op. 97.) (1850)
- IV. szimfónia (d-moll, op. 120.) (1841, 1851-ben átdolgozva)
- „Zwickaui” szimfónia (g-moll, opusszám nélkül, egy része elveszett, 1832)
- Ouverture, Scherzo und Finale für Orchester, Op. 52. (1840)

Nyitányok
- Die Braut von Messina, Op. 100. (1850–1851)
- Manfred-nyitány, Op. 115. (1848)
- Rheinweinlied – Fesztivál-nyitány, Op. 123. (1853)
- Julius Caesar, Op. 128. (1851)
- Hermann und Dorothea, Op. 136. (1851)
- A Genoveva opera nyitánya, Op. 81. (1847–1850)

Dalciklusok
- Myrthen Op. 25, 26 dal 4 kötetben (Goethe, Rückert, Heine, Byron, Burns és Moore verseire) (1840)
- Liederkreis (Eichendorff) Op. 39, 12 dal (Heine verseire) (1840)
- Frauenliebe und Leben Op. 42, 8 dal (Adelbert von Chamisso verseire) (1840)
- Dichterliebe Op. 48, 16 dal (Heine verseire) (1840)

Színpadi művei
- Das Paradies und die Peri (Az Éden és a Péri) Op. 50, oratórium (1841–1843)
- Genoveva opera, Op. 81. (1847–1850)

Művei zongorára
- ABEGG-variációk, Op. 1. (1830)
- Papillons, Op. 2 (1829–1831)
- Tanulmányok Paganini-capricciókra, Op. 3. (1832)
- Hat intermezzi, Op. 4. (1832)
- Impromptuk Clara Wieck egy témájára, Op. 5. (1833)
- Dávid-szövetségi táncok (Davidsbündlertänze), Op. 6. (1837)
- C-dúr Toccata, Op. 7. (1832)
- Allegro, Op. 8. (1831)
- Carnaval, Op. 9. zongoraciklus (1834)
- Hat koncert etűd Paganini capriccióira, Op. 10. (1833)
- fisz-moll zongoraszonáta (1. zongoraszonáta), Op. 11. (1833–1835)
- Fantázia-darabok (Phantasiestücke), Op. 12. (1837)
- Szimfonikus etűdök, Op. 13. (1834, 2. verzió: 1852)
- Concert sans orchestre (3. (f-moll) zongoraszonáta), Op. 14. (1835–1836, és 1853)
- Gyermekjelenetek (Kinderszenen), Op. 15 (1838)
- Kreisleriana, Op.16 (1838)
- C-dúr fantázia, Op. 17. (1836)
- Arabeszk, Op. 18. (1839)
- Blumenstück, Op. 19. (1839)
- Humoreszk, Op. 20. (1839)
- Novellácskák (Novelletten), Op. 21. (1838)
- g-moll zongoraszonáta (2. zongoraszonáta), Op. 22. (1835–1838)
- Éji darabok (Nachtstücke), Op. 23. (1839)
- Bécsi farsang (Faschingsschwank aus Wien), Op. 26. (1839)
- Három románc, Op. 28. (1839)
- Négy zongoradarab, Op. 32. (1838-1839)
- Hat tanulmány pedálos zongorára (Studien für den Pedal-Flügel), Op. 56. (1845)
- Hat vázlat pedálos zongorára (Skizzen für den Pedalflügel), Op. 58. (1845)
- Hat BACH fuga orgonára vagy pedálos zongorára, Op. 60. (1845)
- Hat impromptu négy kézre (Bilder aus Osten), Op. 66. (1848)
- Album für die Jugend, Op. 68 (1848)
- Négy fuga, Op. 72. (1845)
- Négy induló, Op. 76. (1849)
- Erdei jelenetek (Waldszenen), Op. 82. (1848-1849)
- Tizenkét zongoradarab kis és nagy gyermekeknek négy kézre, Op. 85. (1849)
- Bunte Blätter, Op. 99. (1836-1849)
- Fantázia-darabok (Phantasiestücke), Op. 111. (1851) (nem tévesztendő össze az Op. 12-vel és az Op. 73-mal)
- Három zongoraszonáta fiataloknak, Op. 118. (1853)
- Albumblätter, Op. 124. (1832-1845)
- Hét zongoradarab fugaformában, Op. 126. (1853)
- Kinderball (négy kézre), Op. 130. (1853)
- Gesänge der Frühe, Op. 133. (1853)

Versenyművek
- Zongoraverseny, a-moll, Op. 54 (1841–1845)
- Versenymű négy kürtre és zenekarra, F-dúr, Op. 86. (1849)
- Csellóverseny, a-moll, Op. 129 (1850)
- Hegedűverseny, d-moll, (1853)

Kamaraművek
- Három vonósnégyes (a-moll, F-dúr, A-dúr), Op. 41. (1842)
- Esz-dúr zongoraötös, Op. 44. (1842)
- Esz-dúr zongoranégyes, Op. 47. (1842)
- d-moll zongoratrió, Op. 63. (1847)
- Adagio és Allegro, Op. 70. (zongora és kürt vagy cselló, 1849)
- Fantázia-darabok (Phantasiestücke), Op. 73. (zongora és klarinét vagy cselló, 1849)
- F-dúr zongoratrió, Op. 80. (1847)
- Fünf Stücke im Volkston, Op. 102. (cselló és zongora, 1849)
- g-moll zongoratrió, Op. 110. (1851)

## Hangzó anyagok
Schumann: C-dúr fantázia, Op.17. 1. tétel

Schumann: C-dúr fantázia, Op.17. 2. tétel
Schumann: C-dúr fantázia, Op.17. 3. tétel

## Magyar nyelvű kötetei
- Pillangók és karnevál Schumann zenei írásaiból; vál., ford. Keszi Imre; Officina, Budapest, 1943 (Officina könyvtár)
- A zeneszerző élete leveleiben; vál., bev., jegyz. Jemnitz Sándor, ford. Jemnitz Sándor, Vámosi Nagy István; Zeneműkiadó, Budapest, 1958
- Kroó György: Schumann. Zeneműkiadó, Budapest, 1958
- Válogatott írások; szerk., utószó Csengery Kristóf, ford. Hamburger Klára; Rózsavölgyi, Budapest, 2020 (Zeneszerzők írásai)